# Iruña-Veleia
Iruña-Veleia és el nom d'un jaciment arqueològic situat al municipi d'Iruña Oka a uns 10 km a l'oest de la ciutat de Vitòria a Àlaba, País Basc, on s'excava el solar de l'antiga ciutat romana de Veleia.
El conjunt arqueològic d'Iruña-Veleia, popularment conegut d'ençà el segle passat com l'oppidum d'Iruña, alberga les restes d'època romana més significatius d'Àlaba i de tot el País Basc. A més del seu passat romà conserva importants proves de l'etapa preromana. Durant l'edat mitjana s'hi va instal·lar el priorat de Mare de Déu d'Iruña, de l'Orde de Sant Joan, dependent de l'Encomana de Burgos i Buradón.

## Situació
Iruña-Veleia ocupa una situació estratègica de control del passo sud de la Planada alabesa cap a Treviño-Vall de l'Ebre. Les restes arqueològiques abasten una superfície de més de 100 ha, delimitades per un meandre del riu Zadorra, al que s'accedeix pels ponts de Trespuentes i Víllodas. Dista poc més de 10 km a l'oest de Vitòria i pertany al municipi de Iruña Oka. Constitueix un enclavament destacat en l'itinerari de la calçada romana Ab Asturica Burdigalam (Astorga-Bordeus). Així, encara que fins ara no ha aparegut en el jaciment cap inscripció antiga en la qual s'esmenti el seu nom, la majoria dels investigadors accepten la identificació d'aquest jaciment amb la ciutat caristia de Veleia, esmentada en aquest itinerari i per altres fonts literàries antigues.

## Breu història de les investigacions
Les primeres referències al passat d'Iruña daten del segle XVI (manuscrit de Diego de Salvatierra). Els primers treballs de camp dels quals es té constància corresponen a la "Comisión de Monumentos de Álava" en el segle xix, amb Florenci Janer i Graells al seu capdavant.
Entorn de l'any 1900 l'erudit i prevere Jaime de Verástegui va realitzar investigacions al nord del recinte emmurallat posant al descobert restes d'una gran estructura que, popularment, va ser identificada com a castellum acquae (en realitat un antic edifici altimperial, posteriorment englobat en el traçat de la muralla tardoromana). Durant el període 1949-1954, Gratiniano Nieto Gallo va emprendre l'excavació de diversos sectors, exhumant restes d'edificis a l'interior del recinte emmurallat i netejant una part d'aquest per l'exterior. En 1974-75 Juan Carlos Elorza Guinea va dur a terme una campanya al costat de la porta principal de la muralla. El 1994 es van iniciar les investigacions d'Eliseo Gil Zubillaga.

### Estudis en el jaciment de Veleia en l'actualitat
Després que una comissió científica encarregada el gener de 2008 per la Diputació Foral d'Àlaba per a avaluar les troballes va fer públiques les seves conclusions: les "troballes excepcionals" eren gairebé amb seguretat falsos, la Diputació foral d'Àlaba va revocar immediatament el permís d'excavació a Lurmen, S.L. (l'empresa arqueològica concessionària de les excavacions, propietat d'Eliseo Gil Zubillaga), restant tancat des de llavors fins a l'estiu del 2010.
El 5 d'octubre de 2009, la diputada foral de Cultura, Lorena López de Lacalle, va anunciar la propera signatura d'un conveni que ofereixi un marc d'actuació per a l'elaboració del Pla Director del jaciment. La coordinació d'aquest treball ha recaigut en la UPV-EHU, encara que la diputada va remarcar que «hi haurà implicació i participació d'un ampli equip multidisciplinari d'investigadors», pel que ja tenen contactats una quinzena d'experts.

### Altres intervencions
Durant 2005-2007 s'ha dut a terme l'"Estudio histórico-arqueológico de Iruña-Veleia", promogut per l'Ajuntament d'Iruña Oka, finançat pel Departament de Cultura del Govern Basc i autoritzat per la Diputació Foral d'Àlaba. Comptava entre els seus objectius la delimitació espacial i cronològica del jaciment, per a l'establiment del seu règim de protecció específic. En aquest marc s'han dut a terme centenars de sondejos estratigràfics en l'exterior de les muralles, així com un programa de fotografia aèria que ha revelat extenses zones de la ciutat altimperial en bon estat de conservació.
El 2007 s'ha redactat també el "Pla director de rehabilitació de les muralles de Veleia", promogut per l'Ajuntament d'Iruña Oka, finançat pel Ministeri de Cultura i autoritzat per la Diputació Foral d'Àlaba. Aquest document de treball ofereix un diagnòstic sobre l'estat de la qüestió de les muralles, recollint també les seves diferents patologies i proposant criteris per a la seva conservació. Per a la redacció del Pla s'han dut a terme més d'una vintena de registres estratigràfics, per establir el traçat de la muralla allà on no es coneixia, les seves fases de construcció, utilització i amortització. Les seqüències recuperades presenten en alguns casos diversos metres de potència conservada. Totes aquestes activitats i treballs han quedat de moment en suspens, arran dels recents esdeveniments.
L'any 2012 troben fora del recinte emmurallat una via de 6 metres d'ample amb voreres decorticades i un gran edifici públic romà. S'estima que va haver-hi zona urbana amb assentaments extramurs fins almenys al segle v.

## Cronologia
El jaciment arqueològic d'Iruña abasta més de 1500 anys d'història, des del primer mil·lenni a. de C. fins al segle v d. de C., amb un epíleg medieval. Les troballes realitzades en l'entorn i a la mateixa àrea de la ciutat emmurallada indiquen que en el lloc on després s'alçaria Veleia ja va existir un gran poblat que, presumiblement, fou el referent (com a lloc central) de tot l'àmbit de la vall del Zadorra.

### Primer mil·lenni a.C (Edats de Bronze i Ferro)
La primera ocupació de l'àrea d'Iruña s'ha datat en el Bronze Mitjà i el Bronze Final i manté la seva ocupació durant tot el primer mil·lenni abans de Crist.
Els habitatges trobats són rectangulars i circulars, s'assemblaven a les documentades en altres propers poblats, com el d'Atxa (Vitòria-Gasteiz) i evidencien la transició entre l'Edat del Bronze final i l'Edat del Ferro amb incorporacions d'elements dels models mediterranis a partir del Ferro II. S'assenten sobre pals clavats en forats realitzats en la roca base del terreny o mitjançant fonamentacions de sabata contínua realitzades amb calcària, amb parets de tova, tapial i brancatges i teulades vegetals i tenen un fons de cabanya.
Hi ha constància, basada en els aixovars recuperats, d'influències culturals diverses procedents del continent, l'altiplà i la Vall de l'Ebre. Durant la segona Edat del Ferro és quan es dona un important avanç amb el desenvolupament de la metal·lúrgia del ferro, el torn ràpid per a la terrisseria o el molí circular amb un desenvolupament de l'agricultura de cereals.
Entre les troballes d'aquest període cal destacar l'anomenada Estela del Jinete, una obra singular de la plàstica preromana peninsular i peça destacada del Museu d'Arqueologia d'Àlaba. Es tracta d'una làpida, datada entre els segles segon al primer abans de Crist, que representa un guerrer a cavall sobre una lluna creixent.

### Segles I-V dC (Època Romana)
A l'Àrea Sacra del Largo Argentina a Roma s'ha trobat una inscripció honorífica a August per part de la comunitat de Carietes i Vennenses (grups humans als quals pertanyerien els habitants d'Iruña-Veleia) és un dels primers indicis del contacte entre els habitants del poblat de Veleia amb els romans. Les troballes arqueològiques situen els primers canvis en època tiberiana que a poc a poc va sent més intensos, arribant a una important remodelació d'època flàvia que coincideix amb una consolidació del poblament altimperial de l'entorn.
En la primera meitat del segle i.d. de C. –època júlia-clàudia– les cabanyes del poblat són substituïdes per les primeres cases fetes "a la romana". Les habitacions d'aquests habitatges urbans o domus envoltaven un pati central dotat de cisterna d'opus caementicium o formigó romà.
El final d'aquest segle –època flàvia– constitueix per a la ciutat d'Iruña-Veleia el seu moment de major esplendor. Algunes de les domus es refan completament, reedificant-se amb més cura, com és el cas de la Domus de l'Impluviumo de Pompeia Valentina. Espais i edificis públics completaven aquest espai típicament urbà. A aquesta etapa correspondrien els paviments de mosaics i grans estructures recentment localitzats a la zona sud, al costat del riu. Al segle ii també es realitzen importants reformes en pavimentacions, amortitzacions de sanejaments i altres. Aquesta etapa és la de major esplendor de la ciutat que arriba a ocupar 80 ha. A aquesta època corresponen les cites de Plini el Vell i de Ptolemeu que la cita entre els oppida mediterranis dels Caristis.
A aquesta fase correspondria també la cita de Plini, qui ens informa de la seva inclusió en el conventus cluniensis, al que carietes i vennenses s'adscrivien amb cinc civitates (NatHist III, 26: *In Cluniensem conventum... Carietes et Vennenses V civitatibus vadunt, quarum sunt Velienses...). De la mateixa manera es recull per Ptolemeu (Geog. II, 6, 64), que cita "Velia" entre les ciutats interiors dels caristis.
Coneixem millor la ciutat de la fi de segle iii i intervinguts de l'IV dC –època tardoantiga–. La recessió econòmica del moment va fer que gradualment s'abandonessin edificis abans ocupats. És en aquests anys quan s'emprèn l'última gran obra pública en *Veleia, la construcció de la muralla que delimita una ciutat d'una mica més de 10 ha., que, igual que altres privilegiats nuclis urbans de la via entre Asturica Augusta (Astorga, Lleó) i Burdígala (Bordeus), es proveeix ara d'aquest tipus de defenses.
La Notitia Dignitatum, document que descriu el desplegament de les tropes romanes en el canvi del s.IV al V dC esmenta una unitat d'infanteria assentada a la ciutat (Pars Primera. In partibus Occidentis XLII, 32: Hispaniae […] Tribunus Cohortis Primae Gallicae, Veleia"); unitat el nom complet de la qual era Cohors I Gallica Equitata Civium Romanorum.
La irrupció dels bàrbars en la península a principis del segle v d. de C. no va suposar un tall total en la història de Veleia. Les últimes dades arqueològiques sobre la ciutat corresponen a enterraments de finals del segle V dC ocupant espais d'habitació ja abandonats.

### Segles V-XIV (Tardoantigüitat-Edat Mitjana)
Durant el segle iii Veleia reduí considerablement la seva superfície urbana encara que mantenia una certa importància dins de la Hispània romana. Comptava amb més de 10 Ha d'extensió. En aquesta època es construeixen les muralles, aquesta seria l'última gran obra pública realitzada a la ciutat. Les domus perden el seu caràcter residencial i s'ocupen parcialment, dedicant algunes àrees de les mateixes a funcions subalternes. Els segles següents marquen el final de la ciutat, es troben enterraments en recintes habitacionals marcant el seu abandó.
El segle IV portaria una certa recuperació, alguns llocs ocupats per vells edificis públics són ocupats per cases particulars i tallers artesanals. No hi ha molta informació sobre el que va ocórrer a la ciutat romana entre el final de l'imperi i la Baixa Edat Mitjana.

Se sap que a mitjans del segle xiv hi era instal·lat un priorat de l'orde de Sant Joan de Jerusalem, Rodes i Malta els edificis de la qual podien veure's fins al segle xix tal com manifesta Ricardo Becerro de Bengoa que ho descriu d'aquesta manera 
| « | Aconseguim veure el ruïnós edifici d'un temple gòtic de principis del segle xiii. Es compon d'una sola nau, de deu metres de longitud per quatre d'amplària i està llaurat en pedra carreu. En les rodones claus del sostre destaca la creu de Malta, | » |

A principis de l'any 2012 l'historiador Julio Núñez, director del jaciment romà en aquest moment, excava una àrea d'unes 3 hectàrees on es descobreix part de les instal·lacions monacals del priorat, que per la seva grandària va ser de gran importància. Es creu que aquestes instal·lacions van ser rellevants a causa que se situaven en la via romana Astorga-Bordeus (iter XXXIV) que va ser part principal del Camí de Sant Jaume.

## Arquitectura

### La muralla de Veleia

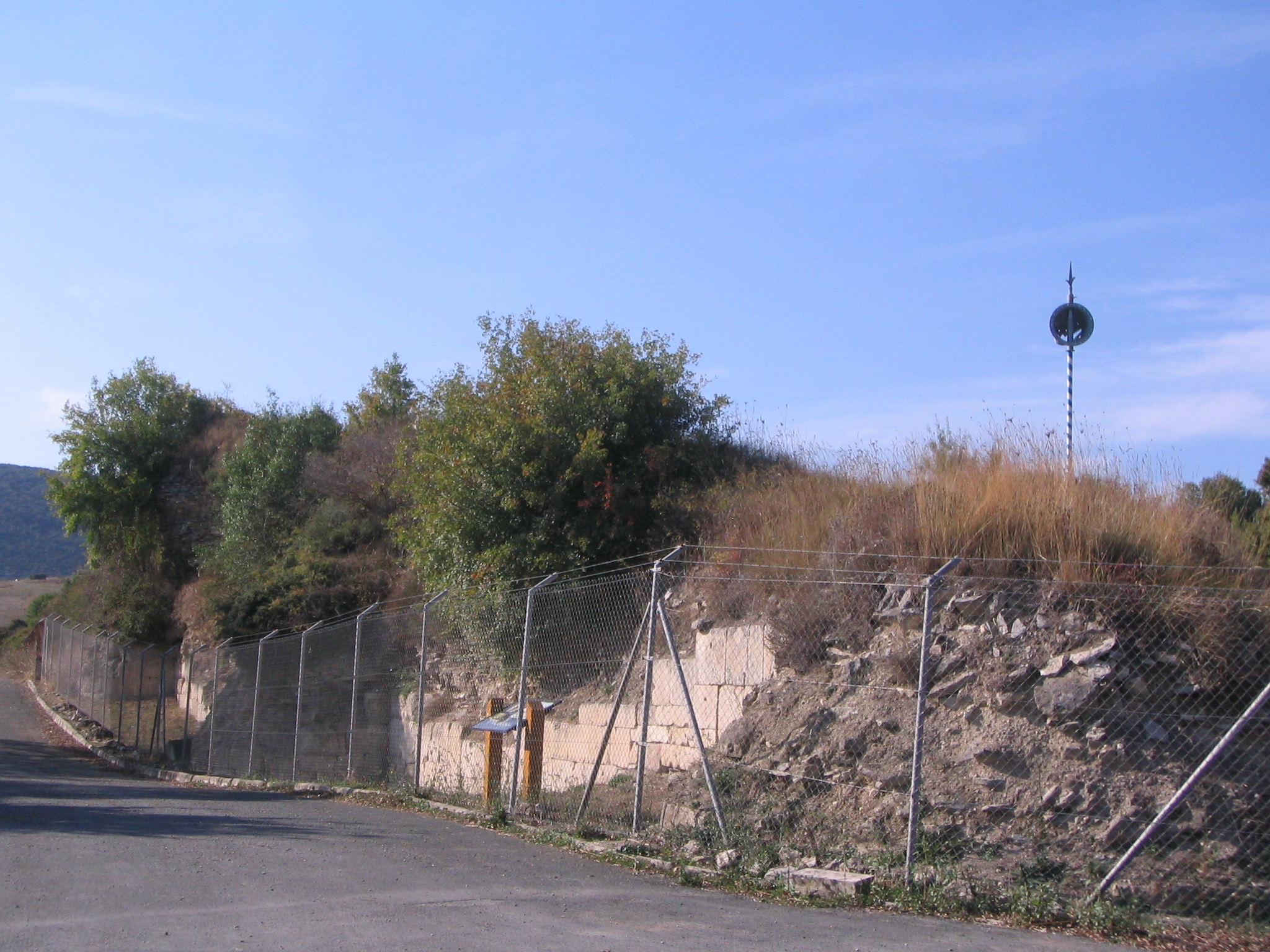
Vista parcial de la muralla. Es pot veure el recobriment amb carreus del tram proper a la porta principal.

Les muralles de Veleia envolten l'oppidum, amb un perímetre de més de 1.200 m i una àrea de 10 ha a l'interior. Posseeixen una altura mitjana de 9 m i una amplària que varia entre els 4 i els 5,5 m. Estan construïdes amb un nucli de tongades de pedra amb argamassa de calç que emplena l'espai creat per dos llenços exteriors. Per la seva grandària es troba en una posició intermèdia entre les ciutats de Lucus Augusti (Lugo) i Barcino (Barcelona). És considerada com una de les obres romanes més importants del País Basc.
Posseeix, segons el descobert fins al moment, tres portes, dues d'elles monumentals (les del sud i l'est, la del nord és la tercera porta) i dues poternes secundàries (oest i nord-oest)
S'estima que van ser construïdes a la fi del segle iii o inicis del IV, en l'època anomenada tetràrquica, amb una finalitat comercial i econòmica més que militar, que obeïa a una nova organització de l'estratègia imperial, per la qual determinades ciutats que exercien de nusos de comunicació es van fortificar per assegurar la recaptació i transport de l'impost annona militaris. La construcció de la muralla es va realitzar en un curt període i s'hi van utilitzar materials reaprovechados d'altres construccions anteriors com a tambors de columnes, epígrafs o altars. L'ús de les muralles es va estendre fins a l'abandó de la ciutat. Entre els segles iv i v es va arribar a ocupar tota la superfície voltada, fins i tot el carrer de ronda interior.

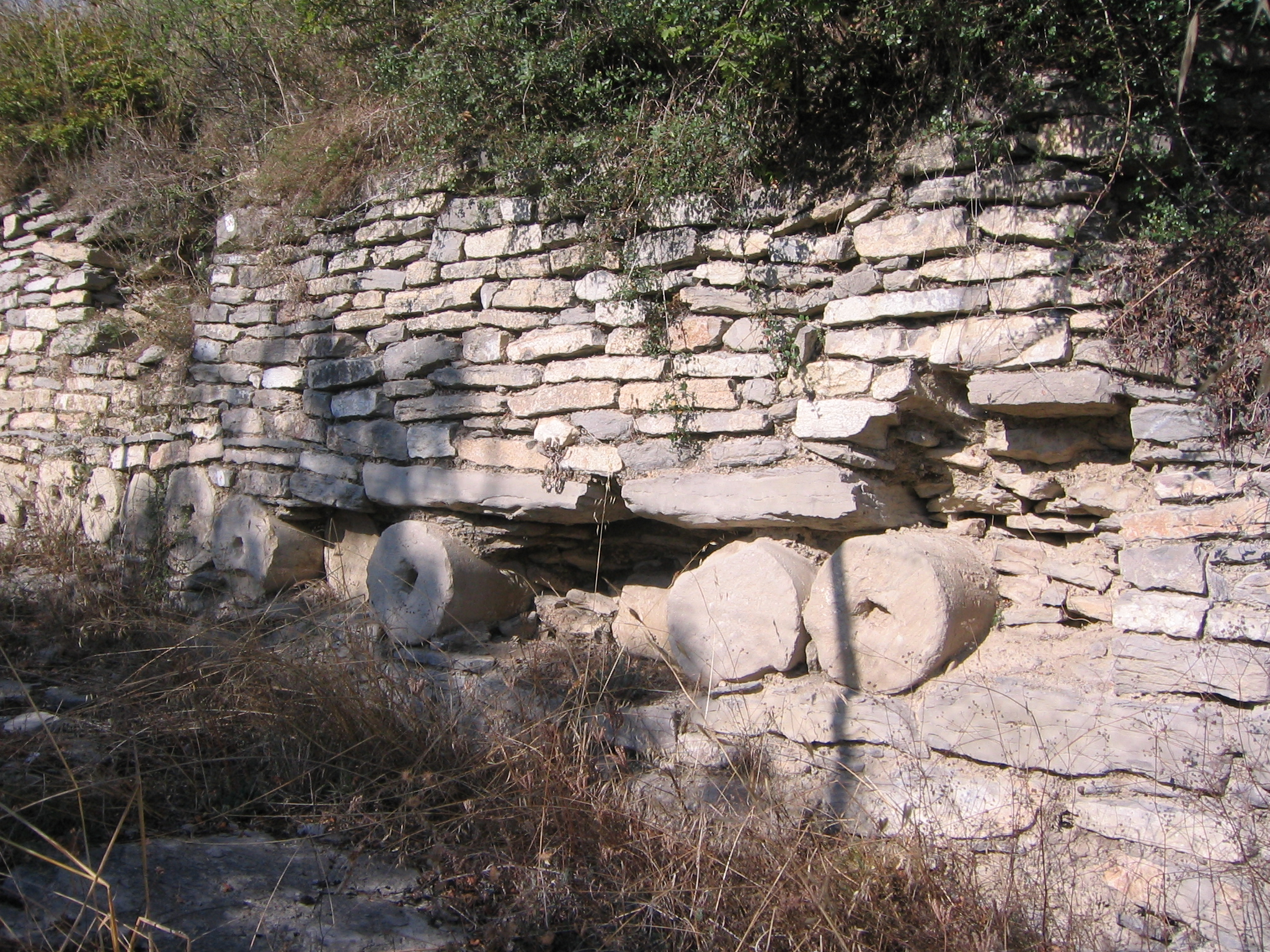
Detall de la construcció de la muralla.

Les muralles van ser els primers vestigis que es van conèixer de l'assentament de Veleia. La utilització pels habitants de la zona dels seus materials per a la construcció (es va utilitzar com a pedrera) va deteriorar parts importants d'aquestes, en particular la porta principal.
Gratiniano Nieto va ser el primer autor que es va interessar per aquestes muralles. Després de la publicació dels seus treballs, Alberto Balil va realitzar diferents estudis que van posar en relleu la diferència de paraments, cadirat enfront de maçoneria, o el contrast de les plantes de les torres, quadrades i semicirculars. Juan Carlos Elorza va posar l'accent en el caràcter militar de la fortificació. Amb les noves investigacions realitzades en el jaciment i la rellevància que ha obtingut, Carmen Fernández Ochoa i Angel Morillo així com el mateix equip arqueològic que investiga Veleia, han dut a terme nous estudis.

## Troballes
La gran dimensió d'aquest conjunt arqueològic (tant en extensió com en seqüència històrica), així com el seu bon estat de conservació, han motivat l'aparició de troballes notòries conforme s'han anat desenvolupant els diferents treballs de camp i investigacions al llarg del temps. Els descobriments han anat enriquint el patrimoni públic alabès, incorporant-se als fons i exposició del Museu d'Arqueologia d'Àlaba Arxivat 2011-07-02 a Wayback Machine., de la Diputació Foral d'Àlaba, la seva al qual resulta indispensable per conèixer la cultura material d'Iruña/Veleia i el seu context.

### La Dama d'Iruña
Correspon a un antic descobriment (1845). És part d'una estàtua de marbre blanc, de grandària major que el natural (conservant gairebé metre i mitjà d'alt), que representa a una figura femenina amb mantell. Es va trobar sense el cap, part de les cames i les mans, entre els enderrocs de la porta sud de les muralles de Veleia. Reconeguts autors, com José María Blázquez, han ponderat la seva qualitat, atribuint-la a la representació d'una emperadriu del segle primer, com Lívia o Agripina. Com a curiositat cal assenyalar que gairebé 150 anys després va ser trobada la mà esquerra d'aquesta escultura, entre els materials portats (presumiblement des de l'entorn de Veleia) amb destinació l'ajardinament de la zona nord de Vitòria-Gasteiz. Avui dia la mà està assemblada a l'estàtua, tal com pot veure's en el Museu d'Arqueologia.

### Escultura thoracata
Fragment escultòric d'una figura humana, vestint cuirassa i indumentària militar mancada del cap i les extremitats. Tallada en fi marbre blanc, amb uns 26 cm d'altura conservada, va ser recollida sumàriament en la publicació de Gratiniano Nieto, i per Paloma Acuña Castroviejo en la seva tesi sobre les escultures thoracatas. Per a aquesta autora la peça dataria del segon terç del segle segon. Podria posar-se en relació amb la representació de Mart, en el context d'un llarari o altar domèstic. L'escultura procedeix d'una antiga troballa i per diversos avatars va acabar en mans privades. En l'actualitat forma part dels fons del Museu de la Fundació Lázaro Galdiano de Madrid.

## Troballes epigràfiques de 2006

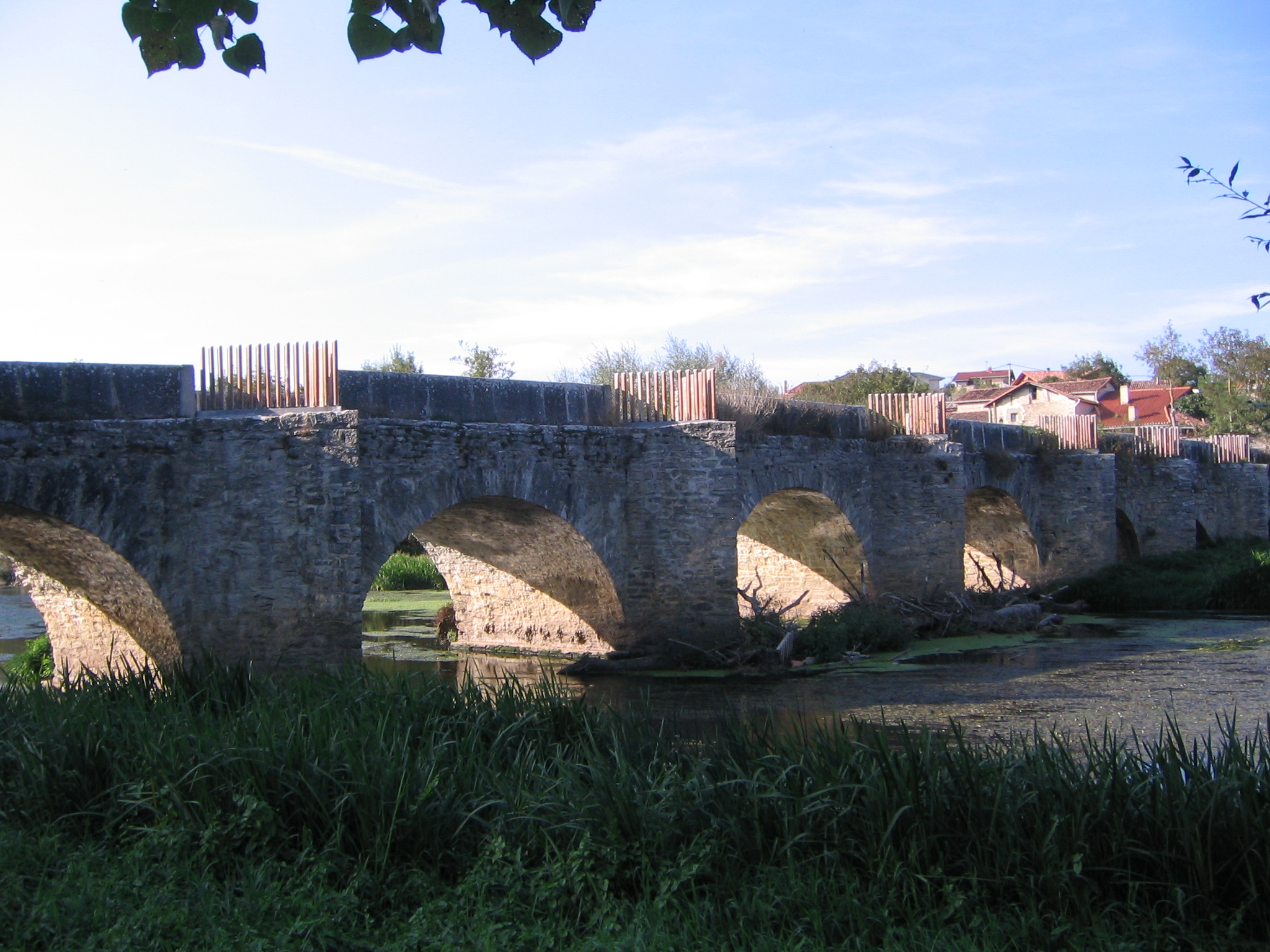
Pont romà de Trespuentes.

Al juny de 2006 es van filtrar als mitjans de comunicació una sèrie d'inesperades troballes, duts a terme per un equip arqueològic dirigit per Eliseo Gil, comparables en importància als oposats en jaciments com Vindolanda (Regne Unit) o Pompeia (Itàlia). Es tractava d'una gran quantitat d'ostraques (ceràmica amb inscripcions) datades inicialment entre els segles iii i VI, que incloïen jeroglífics egipcis, una figura del calvari, així com una sèrie de vocables en basc, amb una sorprenent semblança a la llengua actual, que van causar immediatament la sorpresa de la comunitat de filòlegs, arqueòlegs i historiadors.
El calvari contenia una representació de Jesús crucificat gravada en una petita peça ceràmica de deu centímetres quadrats. En l'escena del Gólgota, al costat de Jesús crucificat, apareixen els lladres Dimas i Jestas, així com dues figures que podrien representar a la Verge i Sant Joan. En la part superior de la creu s'hi llegeix l'epitafi r. i. p. (requiescat in pace, descansi en pau), la qual cosa, en cas de ser autèntica la inscripció, suposaria ser una de la primeres inscripcions conegudes d'aquest epitafi i el més antic dels trobats a la península. L'epitafi hauria de ser INRI, ja que r. i. p. implicaria la mort de Crist, alguna cosa contrari a les *creences dels cristians. No existeix cap representació de la crucifixió de Crist prèvia a Constantí.
Les inscripcions llatines presenten una enorme quantitat de singularitats, per usar elements del llenguatge modern, inexistents en llatí arcaic, com són els signes de puntuació, cometes, majúscules al començament de frase, signes d'equivalència, ús de /Ζ/ o /Ј/, paraules d'origen modern, ús de fonemes moderns, com el "qu" (1500 anys posterior), "th", "sh" (Anglaterra, s. XIII) i una llarga llista descrita en els diversos informes dels experts.
Els jeroglífics egipcis donaven motiu a nombroses preguntes per no ajustar-se a les convencions sobre l'ús d'aquesta escriptura, ni tenir cap lectura lògica i trobar-se a molta distància del territori en què es va usar. Les transcripcions llatines que els acompanyaven eren anacròniques, per exemple la traducció de Nefertiti, que és una simple convenció del s. XIX creada per arqueòlegs britànics, és una cosa impossible en un grafit del s. III. No existeix cap referència a Nefertiti abans del s. XX.
Les paraules en basca trobades formaven expressions reconeixibles i s'avançaven en més de cinc segles a les Glosas Emilianenses.
Aquesta possibilitat pretenia reforçar la hipòtesi que els pobles preromans vàrduls i caristis eren de parla basca i, per tant, tancaria definitivament la controvèrsia al voltant de la teoria de la basconització tardana, tal com va remarcar en el seu moment el lingüista Joaquín Gorrochategui:
| «                                                                                                   | Però a ningú se li escapa la importància que té afinar entre el III i el VI. No és el mateix que els materials [bascos] siguin d'un segle o un altre. Si fossin del III, estaríem en ple àmbit romà; si del VI, en els inicis de l'època visigòtica. I les implicacions de cadascuna d'aquestes cronologies són importantíssimes per apuntalar o refutar teories diferents. | » |
| — Los textos hallados en Iruña-Veleia están escritos «inequívocamente» en euskara, a Gara 16/6/2006 | |   |

La importància del descobriment i la posterior polèmica van donar lloc al fet que la Diputació Foral d'Àlaba encarregués a un equip de 26 experts l'avaluació de les troballes. El dia 19 de novembre de 2008 una representació d'aquest equip va fer públiques les seves conclusions qüestionant-ne l'autenticitat de molts d'ells.
La primera mesura adoptada per la Diputació Foral d'Àlaba ha estat la revocació de la llicència d'excavació a l'empresa Lurmen S.L. que s'encarregava de les excavacions arqueològiques del jaciment sota la direcció de l'arqueòleg Eliseo Gil, anunciant a més la sol·licitud al Ministeri Fiscal perquè analitzi els fets per si fossin constitutius de delicte. Per la seva banda, davant les acusacions de falsificació, l'empresa "Lurmen S.L." no descarta presentar una querella criminal per injúries i calúmnies. Tanmateix, Eliseo Gil ha negat validesa a les conclusions de la comissió.
El 5 de desembre de 2008 la Diputació Foral d'Àlaba va presentar una denúncia davant la fiscalia de Vitòria contra l'empresa Lurmen SL per un presumpte delicte d'atac al patrimoni cultural.
El 16 de gener de 2009 es van fer públics els diferents informes que va redactar la comissió. El 25 de març d'aquest any, la Diputació Foral va materialitzar en el jutjat de guàrdia de Vitòria una querella penal contra tres persones, i va anunciar l'obertura paral·lela d'un expedient administratiu sancionador a Lurmen, S.L.